# Jean-Claude Ramos
Jean-Claude Ramos, né le 19 décembre 1944 à Saint-Cloud, est un homme politique français. Membre du Parti socialiste, il fut député de la septième circonscription de l'Essonne.

## Biographie
Jean-Claude Ramos est né le 19 décembre 1944 à Saint-Cloud. Jean-Claude Ramos est chef d'entreprise dans sa vie civile.
Jean-Claude Ramos est élu député, du 3 mai 1992 au 1er avril 1993, à la suite de la nomination de Marie-Noëlle Lienemann devenue ministre déléguée au Logement et au Cadre de vie dans le Gouvernement Pierre Bérégovoy. Lors des élections législatives de 1997, il se présente dans la deuxième circonscription de l'Essonne sous l’étiquette Initiative républicaine et obtient 0,41 % des voix.
Jean-Claude Ramos a été mis en examen dans le cadre de l’affaire de la Semardel pour délit de favoritisme, corruption active et passive.

## Sources
1. 1 2  Fiche de Jean-Claude Ramos sur le site officiel de l’Assemblée nationale. Consulté le 25/12/2010.
2. ↑  Résultats de l’élection législative 1997 dans la deuxième circonscription de l’Essonne sur le site politiquemania.com Consulté le 25/12/2010.
3. ↑  Article L’incinérateur sent le roussi paru le 21 avril 2000 sur le site de l’hebdomadaire Le Point. Consulté le 25/12/2010.